# Трощенкова, Елизавета Владимировна
Елизавета Владимировна Трощенкова (род. 2 июля 1992, Москва) — российская спортсменка-конник, выступающая в конкуре и выездке, тренер. Чемпионка России (2015). Мастер спорта России.

## Карьера и достижения
Участник чемпионата Европы по юниорам — 2012, член основного состава сборной России, чемпионка России среди лошадей 6 лет — 2015, серебряный призёр командного чемпионата России — 2018/2019, призёр этапов Кубка мира, обладатель Кубка России 2019 в составе сборной Москвы, тренер двукратного победителя чемпионата России и Кубка России по любителям Марии Ремезовой.
В настоящее время также работает в конноспортивном клубе «Отрада».

## Уголовное дело
В августе 2019 года Трощенкова была осуждена на три года колонии Симоновским районным судом Москвы по обвинению в мошенничестве. В октябре приговор был отменён по решению Мосгорсуда.

## Личная жизнь
Муж — бизнесмен, замдиректора АО «Особые экономические зоны» Владимир Губанов. Есть сын, родившийся в 2016 году.